# Währungswesen des Malteserordens

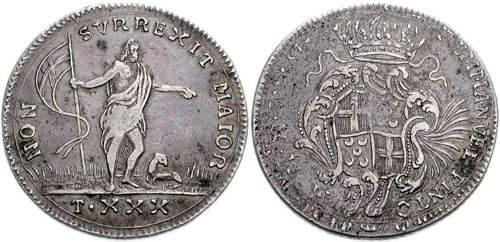
Avers: Johannes der Täufer mit Ordenswimpel, Revers: Großmeisterwappen Pintos

Das Währungswesen des Malteserordens hat heute vorwiegend historische Bedeutung. Die Währungseinheit des Malteserordens heißt Scudo. 1 Scudo entspricht 12 Tari, die wiederum 240 Grani entsprechen.
Der Malteserorden verfügt heute, unbeschadet seines Status als Völkerrechtssubjekt, nicht mehr über ein Hoheitsgebiet mit einer dort ansässigen Bevölkerung. Somit ist eine eigene Währung volkswirtschaftlich nicht mehr notwendig.

## Geschichte

### Ordensstaat Rhodos
Während der Zeit des Ordens auf Rhodos nebst den umliegenden Inseln (ca. 1310–1522), dessen Souverän der jeweilige Großmeister war, wurden dort ab 1318 Münzen geschlagen, zunächst als Nachbildungen von Münzen anderer Staaten, was im Mittelalter durchaus gebräuchlich war. Später gegen Ende seiner dortigen Herrschaft, auch solche mit Motiven des Ordens (Ordenswappen, Ordenskreuz, Insignien des Großmeisters sowie die Abbildung des Ordenspatrons, des hl. Johannes der Täufer).

### Ordensstaat Malta

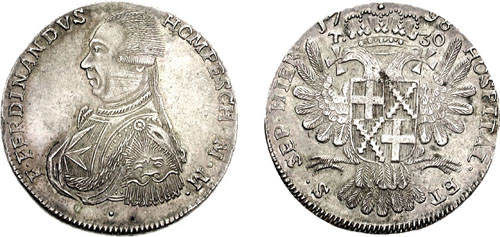
30 Tari-Münze mit dem Doppeladler des Antoniterordens von 1798

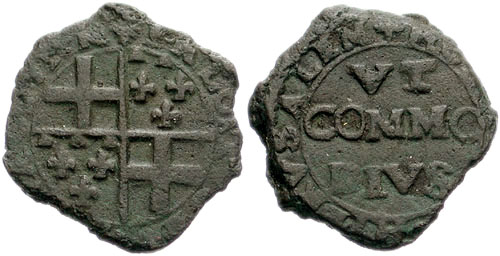
Grano-Münze 1601

Als der König von Sizilien dem Orden 1530 Malta zu Lehen gab, schwieg die Lehensurkunde zu einem Münzregal. Der sizilianische Münzmeister ging von weiterhin bestehender Münzhoheit Siziliens aus, während der Orden sie für sich reklamierte, da er diese bereits zuvor ausgeübt habe.
Fraglich bleibt dabei, ob der Malteserorden damit auf Rechte in seiner Ordensfunktion oder auf solche als früherer rhodischer Landesherr verwies. Ob ihm als Orden ein Münzrecht unabhängig vom Sitzland zukam, bleibt unklar. Dies gilt insbesondere, da er zuvor in seinen nahöstlichen Lehensgebieten und auch später als zypriotischer Vasall keine eigenen Münzen geprägt hat. Durch Vermittlung des Papstes gestattete Kaiser Karl V., als spanischer König zugleich Inhaber der sizilianischen Krone, dem Orden die Münzprägung auf Malta. Die maltesische Währung blieb jedoch eine Binnenwährung, die aber die Ordensherrschaft auf Malta (1530–1798) überlebte und unter der anschließenden britischen Kolonialverwaltung bis 1825 im Umlauf blieb.

### Ordenssitz Rom
Erst im Jahre 1961 gab der Malteserorden an seinem nunmehrigen römischen Hauptsitz in der Via Condotti wieder eigene Münzen aus, seit 1964 sogar durch eine eigene Prägeanstalt. Mit Scudi, Tari und Grani in Gold, Silber und Bronze knüpfte der Orden dabei an seine alten maltesische Währungseinheiten an. Offenbar hielt es der Orden mit seiner begrenzten Souveränität, die vielfach mit dem Schlagwort der funktionalen Souveränität belegt wird, für vereinbar, eine – allerdings nicht konvertierbare – Währung in Umlauf zu setzen. Der Umlauf war völlig irrelevant, da nahezu alle Münzen in Sammlerschatullen oder anderweitig verwahrt sein dürften, weil man die "medaglie-monete" nicht zum Einkauf verwenden konnte.
Jedoch ergab sich rein rechtlich ab 1966 die Möglichkeit, dafür von der jungen Postverwaltung des Malteserordens Briefmarken zu erwerben. Schließlich erfolgte deren Wertangabe in der ordenseigenen Währung, die dadurch wohl zu einem gesetzlichen Zahlungsmittel wurde. Die Bezahlung erfolgte auch in italienischer Währung oder später mit Euro. Am Postschalter stand dafür eine Umrechnungstabelle. Heute gibt der Orden über seine Homepage den Wert für 1 Scudo mit 0,24 € und für den Tari mit 0,02 € an. Nominalwert und Metallwert der Münzen des Malteserordens liegen damit weit auseinander.
Mit dem Jahre 2004 entfiel die einzige, eher theoretische Möglichkeit, mit der Ordenswährung wenigstens Ordensbriefmarken kaufen zu können. Denn der Malteserorden schloss mit Italien am 4. November ein Postabkommen. Das war für ihn besonders wichtig, da seine Postverwaltung im Weltpostverein auf vehemente Ablehnung gestoßen war. Im Abkommen wurde unter anderem vereinbart, dass Wertangaben auf den Ordensmarken künftig in Euro erfolgen werden. Weitere Ausführungen erfolgten dazu nicht, auch nicht ein Hinweis auf ein Währungsabkommen. Die erste im Jahre 2005 ausgegebene Marke zur Erinnerung an das Postabkommen des Vorjahres trug vertragsgemäß das Eurozeichen. Trotzdem gab der Orden weiterhin jährlich einen neuen Münzsatz heraus. Fraglich ist, ob die Prägungen wegen ihrer nunmehr endgültigen Unverwendbarkeit als Zahlungsmittel den Charakter einer Münze verloren haben und nunmehr lediglich Medaillen (mit Wertzahl) sind. Die Währung des Malteserordens teilt somit das Schicksal des Diner von Andorra, der allerdings niemals als gesetzliches Zahlungsmittel im Umlauf war.
Die Homepage des Ordens verzeichnet als jüngste Münzausgaben solche aus dem Jahre 2020. Die Vorderseite zeigte stets die Büste des 2018 gewählten Fürst-Großmeisters Fra' Giacomo Dalla Torre del Tempio di Sanguinetto, auf der Rückseite wird dessen Wappen unter der Malteserkrone gezeigt.
Da der Briefmarkenerwerb die einzige theoretische Möglichkeit war, die Ordenswährung einzusetzen, ist die Wertangabe auf den Marken in Euro tatsächlich eine vollständige Euroisierung des Malteserordens, sei sie nun eigenmächtig (rechtmäßig?) vorgenommen (unilateral) oder im Einvernehmen mit der Europäischen Union (bilateral)  erfolgt. Da andere Völkerrechtssubjekte wie zum Beispiel Kosovo oder Montenegro wohl bei Duldung der EU unilateral euroisiert wurden, erscheint es denkbar, dass auch der Malteserorden unilateral den Euro in seinem Amtsbetrieb einführte. Die Fragen um eine (denkbare) unilaterale Euroisierung werfen Probleme auf.